# Bibichonim-Moschee

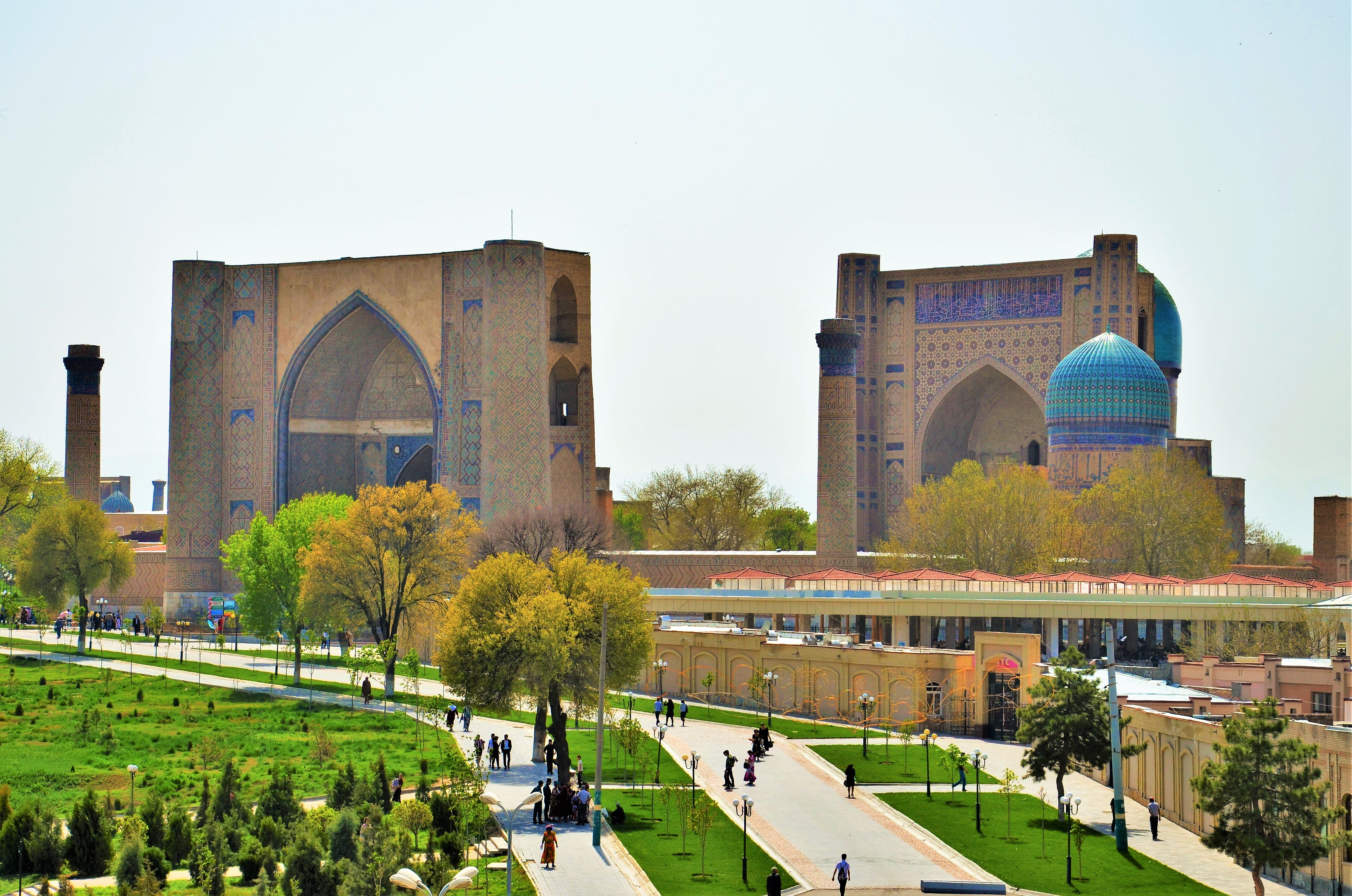
Bibichonim-Moschee

Die Bibichonim-Moschee (usbekisch Bibixonim masjidi) gehört zu den bedeutendsten Sehenswürdigkeiten von Samarkand. Im 15. Jahrhundert war sie eine der größten und prächtigsten Moscheen der islamischen Welt. Bis zur Mitte des 20. Jahrhunderts war von ihr nur noch eine Ruine erhalten geblieben, doch inzwischen sind große Teile der Moschee rekonstruiert worden.

## Entstehung und Bedeutung
Erbaut wurde die Bibichonim-Moschee von 1399 bis etwa 1404 auf Befehl des mittelasiatischen Herrschers Timur (Tamerlan). Zuvor hatte Timur in mehreren erfolgreichen Feldzügen seine Macht von Syrien bis Indien ausgedehnt und war zum mächtigsten Herrscher der islamischen Welt aufgestiegen. Mit dem Bau der neuen Freitagsmoschee (Hauptmoschee) in seiner Hauptstadt Samarkand wollte Timur seiner Macht und seinem politischen und religiösen Anspruch ein Zeichen setzen. Das Bauwerk, dessen Errichtung er zeitweise selbst überwachte und korrigierte, konnte bis zu seinem Tod 1405 nicht ganz vollendet werden. Um die Entstehung der Moschee rankte sich später eine romantische Legende, in der Bibichonim, die Lieblingsfrau Timurs, als Erbauerin dargestellt wird (s. u.).

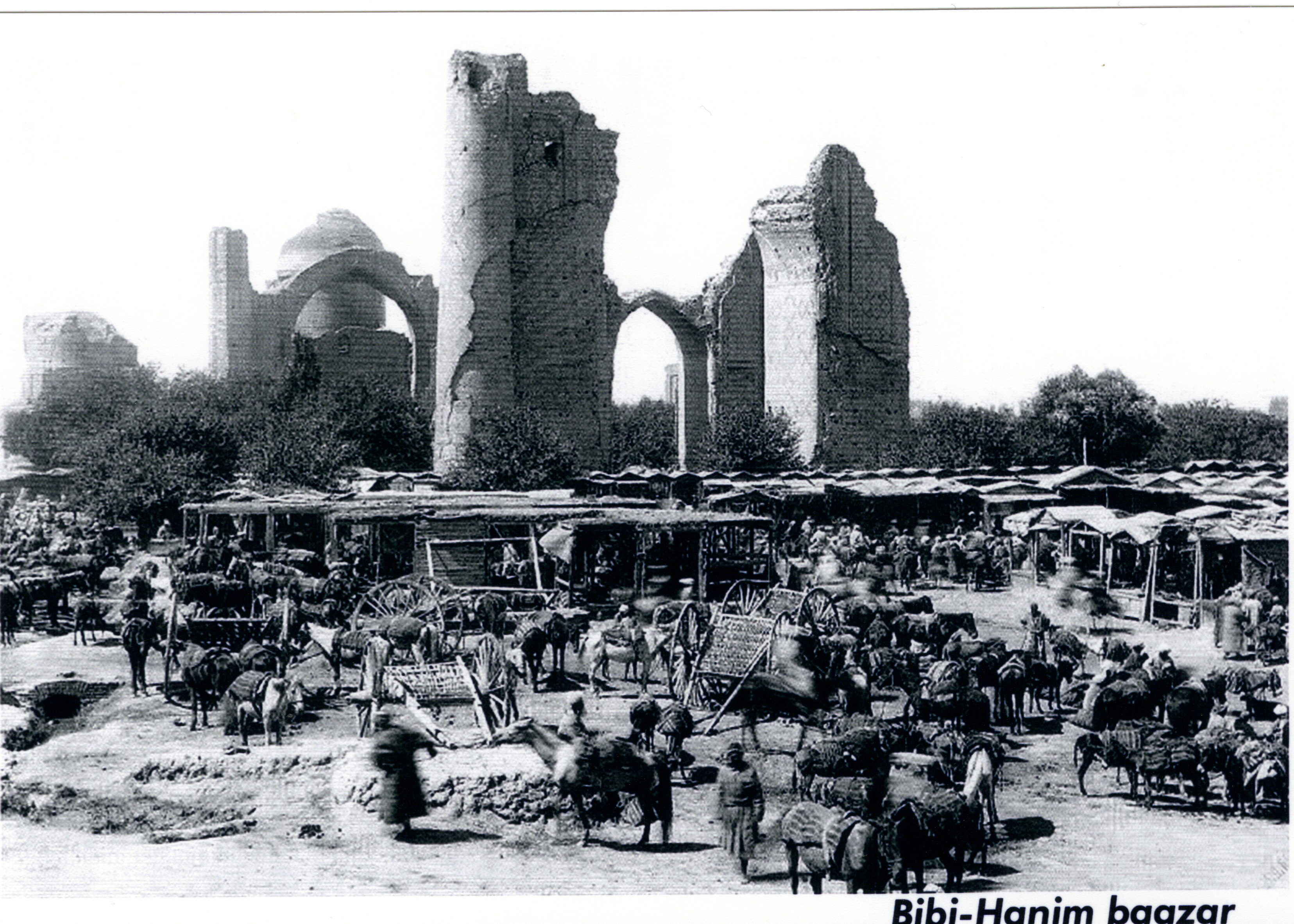
Die Ruinen der Moschee und angrenzender Markt, Ende 19. Jhdt.

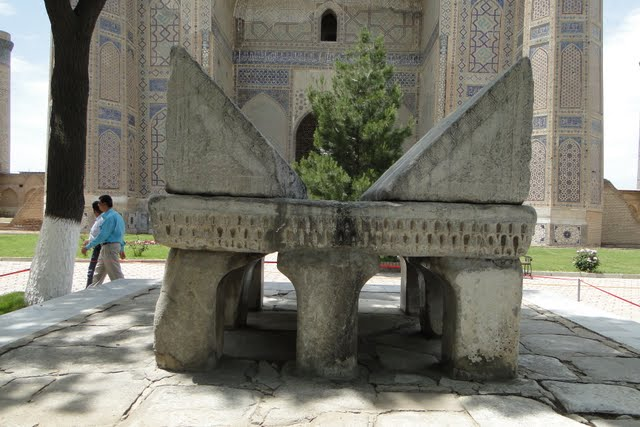
Steinerner Koranständer

## Die Anlage
Die Bibichonim-Moschee folgt dem Grundtypus der Hofmoschee: Ihre Außenmauern umschließen einen rechteckigen Bezirk mit den Maßen 167 mal 109 m, der längs in etwa von Nordosten nach Südwesten verläuft – der Qibla entsprechend. Ihre Monumentalbauten und überdeckten Galerien lassen in der Mitte einen Innenhof von 78 mal 64 m frei.
Man betritt die Moschee von Nordosten durch die gestaffelten Bögen eines riesigen, etwa 40 m hohen Paradeportals und erreicht so den Innenhof. An der gegenüberliegenden Hofseite erhebt sich ein monumentaler, ebenfalls rund 40 m hoher Kuppelbau über quadratischem Grundriss (persischer Kiosk-Typus). Er schließt mit der Südwestmauer der Moschee ab und überwölbt somit den Raum vor dem zentralen Mihrab der Anlage. Dieser Kuppelbau ist das größte Bauwerk der Moschee. Dennoch ist die Kuppel vom Hof aus nicht zu sehen, denn ihr ist ein den ganzen Bau verdeckender Pischtak vorgelagert: eine Schauwand, die einen monumentalen, tief eingelassenen Iwan umrahmt. Der Iwan erlaubt nicht den Durchgang in den dahinterliegenden Kuppelraum; dieser ist nur von den Seiten her zugänglich.
An der Mitte der Längsseiten des Innenhofes stehen sich zwei weitere, in ihren Ausmaßen wesentlich bescheidenere Kuppelbauten gegenüber, die ihrerseits an der Hofseite Pischtake mit Iwanen aufweisen. Auch der Portalbau, durch den man die Moschee betritt, öffnet sich zum Hof hin mit einem Iwan. Mit diesen Merkmalen verwirklicht die Bibichonim-Moschee den klassischen persisch-islamischen Bautypus des „Vier-Iwan-Schemas“: eine Anlage mit Innenhof, bei der sich zweimal zwei (von hohen Pischtaken umrahmte) Iwane gegenüberstehen.
Die genannten Bauwerke waren um den Hof herum verbunden durch 7,2 m hohe, zum Hof hin offene Galerien. Deren Bedeckung wurde aus der Aneinanderreihung vieler kleiner, flach gemauerter Kuppelwölbungen gebildet und insgesamt von einem Wald aus über 400 Marmorsäulen und -pfeilern getragen. Heute sind nur noch Andeutungen der Galerien erkennbar.
Ein heute ebenfalls verlorener Schmuck der Bibichonim-Moschee waren die vier Minarette an ihren äußeren Ecken. Von vier weiteren, noch mächtigeren Türmen oder Minaretten, die den Portalbogen des Eingangs und den Pischtak des Haupt-Kuppelbaus flankierten und stabilisierten, sind nur noch die Schäfte vorhanden.
In der Mitte des Innenhofes erhebt sich auf steinernem Podest ein riesiger Koranständer aus reliefverzierten Marmorblöcken, ebenfalls aus der Zeit Timurs. Diese gewaltige Moschee mit ihren drei Kuppelräumen, den überdeckten Galerien und dem freien Innenhof war dazu bestimmt, die gesamte männliche Stadtbevölkerung von Samarkand zum gemeinsamen Freitagsgebet zu versammeln.

## Künstlerische Gestaltung
Bei der Konstruktion der drei Kuppeln kam eine in Timurs Zeit ausgefeilte Neuerung zur Anwendung: die Zweischaligkeit. So konnte etwa die erhabene, 40 m hohe Außenkuppel des Hauptbauwerks völlig auf gesteigerte ästhetische Außenwirkung hin gestaltet werden, während die innere Kuppelschale den Proportionen und der Ästhetik des 30 m hohen Innenraumes über dem Mihrab verpflichtet bleibt. Dasselbe gilt für die seitlichen Kuppelbauwerke: Hier ergab sich durch die Zweischaligkeit die Möglichkeit, die sonst bescheidenen Bauten turmartig zu erhöhen und ihre Wirkung zusätzlich aufzuwerten, indem man ihnen elegante melonenförmige und längs gerippte Außenkuppeln aufsetzte.
Bei der meisterlichen Dekoration der Moschee kamen alle Traditionen Mittelasiens und Persiens und sogar Anregungen aus Indien zum Einsatz: Steininkrustationen, dekorativ reliefierte Marmorpaneele, Stuckverzierungen, Wandmalerei. Vor allem glasierte Keramik findet sich hier in allen Spielarten: von der einfarbig-türkisblauen großen Hauptkuppel über das geometrische Monumentalmosaik der großen Wandflächen, die mehrfarbige Keramik an den Umrahmungen der Bögen und den Rippen der Nebenkuppeln, das feine Mosaik der unzähligen, von Arabesken durchwirkten, eleganten Thuluth-Schriftfriese bis hin zu den kobaltblauen, aufwändig goldverzierten Fayencen an der Trommel unter der großen Kuppel.
Das Innere der Kuppelräume zeigt noch Spuren von farbiger Al-Secco-Bemalung und von Reliefs aus Pappmaché, die mit Blattgold und Blau verziert waren – letzteres eine Erfindung jener Zeit. Auch von den inkrustierten Marmorplatten der Sockelzone sind Originalstücke erhalten.
Die Größe der Anlage wurde schon zur Entstehungszeit als unerhört und beispiellos empfunden. Timur standen für seine Moschee die besten Baumeister, Steinmetze und Fayencekünstler seiner Zeit zur Verfügung: Neben einheimischen Meistern waren an dem Bau und der Ausschmückung viele Künstler beteiligt, die Timur während seiner Kriegszüge aus Aserbaidschan, Persien, Mittelasien und Indien hatte nach Samarkand verschleppen lassen. Bewundernswert erscheint heute, dass den Baumeistern und Künstlern aus unterschiedlichsten Ländern unter Zwang und Lebensgefahr in so kurzer Zeit ein Kunstwerk gelingen konnte, das heute als „eine Synthese der Höchstleistungen der damaligen orientalischen Baukunst“ gilt.

## Schicksal und heutiger Zustand
Als Timur die Bibichonim-Moschee nach einem jahrelangen Feldzug 1404 zu sehen bekam, war sie fast fertiggestellt. Er war nicht zufrieden und ließ unverzüglich verschiedene Veränderungen vornehmen, vor allem am großen Kuppelbau. Von Anfang an offenbarten sich statische Probleme. Umbauten und Verstärkungen sollten die Moschee retten. Jedoch schon nach wenigen Jahren fielen erste Ziegel aus der gewaltigen Kuppel über dem Mihrab auf die Gläubigen herab. Möglicherweise waren auf Timurs Betreiben die bautechnischen Grenzen überschritten worden.
Ende des 16. Jahrhunderts ließ der Usbekenherrscher Abdullah Chan II. Restaurierungsarbeiten vornehmen. Danach verfiel die Moschee wieder und wurde zur Ruine, an der Wind, Wetter und Erdbeben weiter nagten. Der innere Bogen des Portalbaus brach erst 1897 in sich zusammen. Jahrhundertelang plünderten die Bewohner Samarkands die Ruine auf der Suche nach Baumaterial. So verschwanden vor allem die ziegelgemauerten Galerien samt den Marmorsäulen.
Im 20. Jahrhundert beeindruckte die Ruine der Bibichonim-Moschee immer noch die Besucher der Stadt mit ihren gewaltigen Dimensionen und der noch erkennbaren kostbaren Ausstattung. Eine erste grundlegende Untersuchung und Sicherung der Ruine wurde in sowjetischer Zeit vorgenommen. Ende des 20. Jahrhunderts begann die usbekische Regierung mit der Wiederherstellung der drei Kuppelbauwerke und des Paradeportals. Auch der Schmuck der Kuppeln und Fassaden wird aufwendig restauriert und ergänzt. Die Arbeiten an der Moschee dauern auch 2010 noch an.

## Namenserklärung und Legende

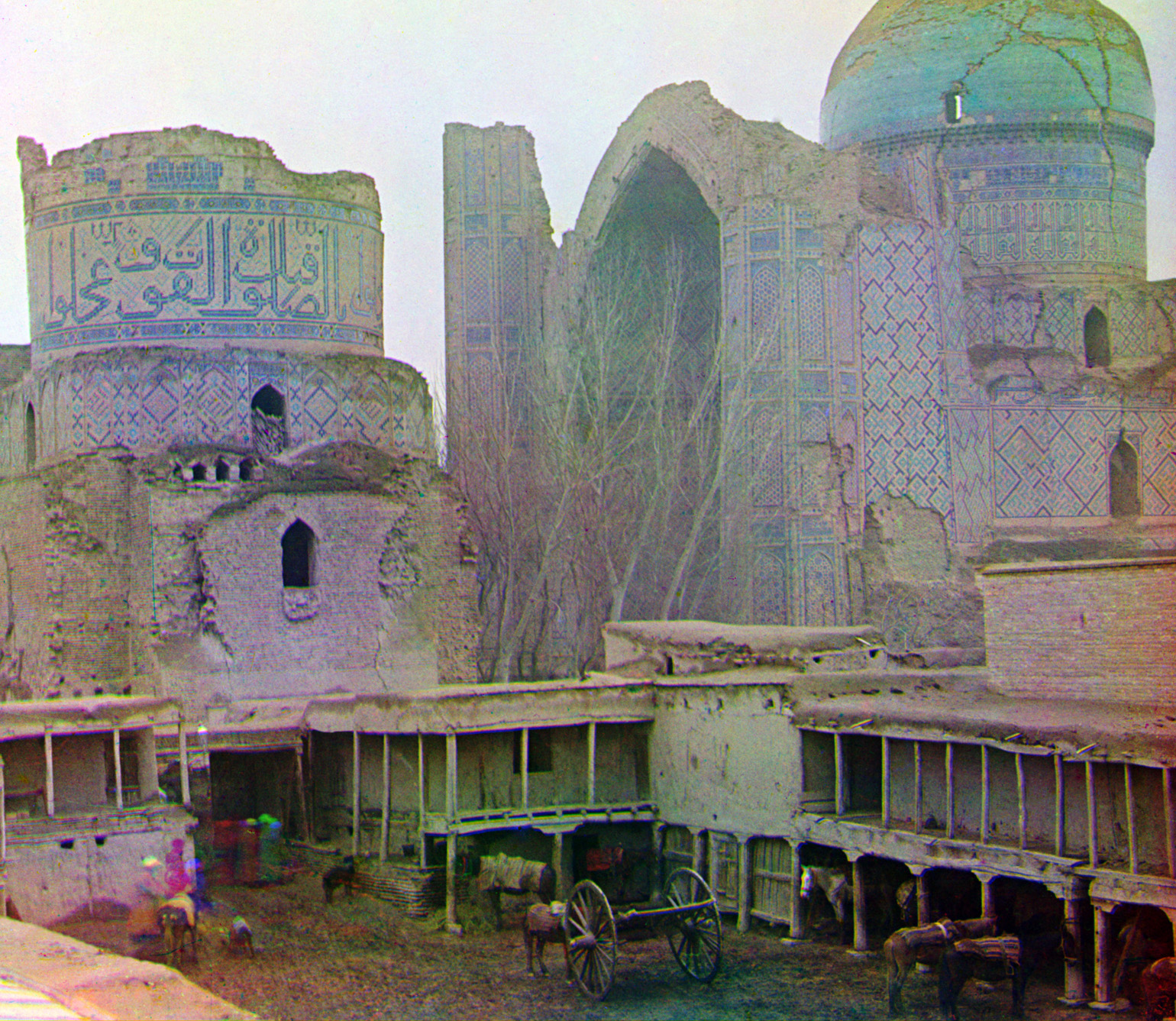
Frühes Farbfoto der Ruine von Sergei Michailowitsch Prokudin-Gorski, etwa 1905–1915

Es ist unklar, wann der Name Moschee Bibichonim aufkam. Im Mittelalter wurde die Moschee immer nur als große Moschee oder Freitagsmoschee (جامع مسجد masğed-e ğāme‘, persisch) bezeichnet.
Historisch ist Bibichonim (خانم بیبی, persisch: Frau Bibi) als Name einer Ehefrau Timurs nicht zu belegen. Im Persischen ist Bibi auch eher eine allgemeine ehrende Bezeichnung im Sinne von verehrenswürdige Frau, besonders als achtungsvolle Anrede für die Großmutter väterlicherseits.
Die Bibichonim-Moschee hat aber einen Bezug zu Timurs Hauptfrau Sarai-Molk Chanum. Timur war damals auf jahrelangen Feldzügen unterwegs; in der Zeit hatte seine Gattin – damals schon eine ältere Dame – vermutlich die Aufsicht über die Arbeiten an der Moschee, dem wichtigsten Bauprojekt der Hauptstadt. Gesichert ist, dass Sarai-Molk Chanum in derselben Zeit unmittelbar gegenüber der Moschee Bibichonim eine eigene Stiftung, eine Medresse, erbauen ließ. (Auf deren Gelände ist heute nur ein Kuppelbau erhalten geblieben, der im Volksmund als Mausoleum der Bibichonim überliefert ist.)
Der Legende nach ist Bibichonim die junge und hübsche Lieblingsfrau Timurs, die den Bau der Moschee als Geschenk an Timur veranlasste. Man erzählt die Geschichte heute folgendermaßen:
Der Baumeister, dem Bibichonim den Auftrag gab, verliebte sich leidenschaftlich in sie. Er erklärte dreist: „Ich werde die Moschee erst fertigstellen, wenn du mir erlaubst, dich zu küssen.“ „Das ist unmöglich,“ wehrte sie ab. „Aber du darfst stattdessen eine meiner Dienerinnen küssen. Es ist ja gleich, aus welchem Becher du deinen Durst stillst: Ein Trank ist wie der andere.“ „Oh nein,“ erwiderte der Baumeister. „Schau einmal her. Hier habe ich zwei Becher: einen mit klarem Wasser, den anderen mit hellem Wein. Von außen sehen beide gleich aus und beide löschen den Durst. Aber der Wein wird mich zudem erheben und glücklich machen.“ Bibichonim war verzweifelt. Denn Timur war schon auf dem Weg nach Samarkand, und die Zeit drängte: Die Moschee musste fertig werden. Schließlich gab sie nach und erlaubte dem Baumeister einen Kuss auf ihre Wange. Im letzten Augenblick zog sie noch ein kleines Kissen dazwischen, doch der Kuss war so heiß und leidenschaftlich, dass er sich durch das Kissen in ihre zarte Wange brannte. Bald traf Timur ein und war begeistert von der Moschee, diesem herrlichen Geschenk seiner geliebten Frau. Doch dann, als er Bibichonim den Schleier vom Gesicht nahm, entdeckte er die Spur des Frevels auf ihrer Wange. Rasend vor Eifersucht ließ er nicht locker, bis Bibichonim ihm alles gestanden hatte. Wütend forderte er den frechen Baumeister zu sich. Doch der wusste, dass auf ihn der sichere Tod wartete. Kunstfertig wie er war, baute er sich ein Paar Flügel, stieg auf das höchste Minarett seiner Moschee und flog davon bis nach Maschhad in Persien.